# یانتان
یانتان (به لاتین: Yantan District) یک سکونتگاه مسکونی در جمهوری خلق چین است که در زیگانگ واقع شده‌است.